# Tyriet´ 1-ja
Tyriet´ 1-ja (ros. Тыреть 1-я) – osiedle typu miejskiego w Rosji, w obwodzie irkuckim, w rejonie załarińskim. W 2010 liczyło 3855 mieszkańców.